# 平成 (熊本市)
- 日本 > 熊本県 > 熊本市 > 中央区 (熊本市) > 平成 (熊本市)
- 日本 > 熊本県 > 熊本市 > 南区 (熊本市) > 平成 (熊本市)

平成（へいせい）は、熊本県熊本市中央区および南区の地名。現行行政地名は平成一丁目から平成三丁目。平成一丁目及び平成二丁目は中央区と南区に跨り、平成三丁目は中央区にのみ属する。郵便番号は860-0833。

## 地理
熊本市中南部のJR豊肥線平成駅より南側に位置する。北で中央区本山町・本荘町、北西で中央区琴平、東で中央区萩原町、南で南区馬渡、南西で南区江越、西で南区十禅寺、北西で中央区十禅寺と接する。

### 河川
- 天明新川

## 歴史
元々は、十禅寺町・世安町・本山町・本荘町の一部で田園地帯だったが、1980年（昭和55年)に「熊本市南部土地改良組合」（第1期）として前記の4地区と田迎町、平田町の一部共に造成、元号が平成となった翌年の1990年（平成2年）に造成事業を完了、今に至る。

### 沿革
- 1980年（昭和55年） - 熊本市南部土地改良組合が設立、上記の6地区の一部を「第1期」として造成開始。
- 1984年（昭和59年） - 熊本市南部土地改良組合・第2期として流通団地造成開始。
- 1990年（平成2年） - 第1期地区の造成完了。
- 1991年（平成3年） - 十禅寺町・世安町・本山町・本荘町の一部を「熊本市平成（1 - 3丁目）」に改称。
- 1992年（平成4年）7月15日 - JR豊肥線・平成駅が開業。
- 2012年（平成24年）4月1日 - 熊本市が政令指定都市に移行の際「平成1-2丁目」の旧・十禅寺町地区を南区、その他は中央区に分区した。

## 世帯数と人口
2023年（令和5年）6月1日現在の世帯数と人口は以下の通りとなる。
| 丁目                 | 世帯    | 人口    |
| 平成一丁目（中央区） | 79世帯  | 173人   |
| 平成一丁目（南区）   | 197世帯 | 435人   |
| 平成二丁目（中央区） | 235世帯 | 467人   |
| 平成二丁目（南区）   | 34世帯  | 62人    |
| 平成三丁目           | 277世帯 | 492人   |
| 計                   | 822世帯 | 1,629人 |

## 小・中学校の学区
市立小・中学校に通う場合、学区は以下の通りとなる。
| 番地 | 小学校               | 中学校             |
| --- | -------------------- | ------------------ |
| 平成一丁目1番〜3番、17番1号〜6号、17号〜18号、平成二丁目1番、2番26号、9番〜19番、平成三丁目1番、7番〜8番、15番〜25番 | 熊本市立向山小学校   | 熊本市立江南中学校 |
| 平成一丁目4番〜16番、17番7号〜16号、平成二丁目2番7〜8号、22号、3番〜8番、20番                                        | 熊本市立日吉東小学校 | 熊本市立日吉中学校 |
| 平成三丁目2番〜6番、9番〜14番                                                                                        | 熊本市立春竹小学校   | 熊本市立江原中学校 |

## 交通

### 鉄道
- JR九州豊肥本線平成駅

### バス
「平成町」停留所
- 熊本都市バス
  - 流通団地線
    - 南4 桜町BT-下通筋-南熊本駅-平成町-流通団地-済生会病院-野越団地系統
- 熊本バス
  - 流通団地線
    - 南11 桜町BT-本荘町-琴平神社前-平成町-流通団地-済生会病院-御幸病院系統
    - 南12・県31 県庁環状系統

## 施設

### 公共施設
- 熊本市環境衛生事業所
- 熊本市南保健福祉センター

### 公園
- 平成中央公園（馬渡）
- 平成二丁目公園
- 平成三丁目公園

### 商業施設
- サンリブシティくまなん
- エディオンくまなん店
- マクドナルド熊本平成大通り店
- ポイント&ペグ熊本流通団地店
- ザ・ダイソー熊本くまなん店
- フィットネスクラブレフコ（サンリブシティくまなん店）
- マツダパーツ熊本支店